# Pomnik 6 Regimentu Artylerii Polowej
Pomnik 6 Regimentu Artylerii Polowej (niem. Heldendenkmal des Feldartillerie 
-Rgt von Peucker No 6) – częściowo zrekonstruowany dawny pomnik wzniesiony we Wrocławiu na pl. św. Macieja.
Pomnik ku czci poległych podczas I wojny światowej żołnierzy 6 Pułku Artylerii Polowej im. von Peuckera, projektu Gebharda Utingera, odsłonięto 29 maja 1932 r. Był zbudowany w formie murowanej półrotundy o wysokości 2,5 m, która otaczała grupę klonów. Wewnętrzną ścianę pomnika pokrywały reliefy autorstwa rzeźbiarki Elisabeth Roediger-Waechter, przedstawiające walczących żołnierzy (w lewej części śmierć obserwatora artylerii na przedpolu walki, orzeł pośrodku symbolizował wolę obrony, a po prawej nadciągające wsparcie konnicy). Pomnik zburzono w 1945 r. W 2004 r. odkryto resztki fundamentów pomnika, a w 2005 r. częściowo go zrekonstruowano nie jako pomnik, ale jako dekoracyjną półrotundę z 6 dużymi otworami okiennymi.